# (526) Jena
(526) Jena es un asteroide perteneciente al cinturón de asteroides descubierto el 14 de marzo de 1904 por Maximilian Franz Wolf desde el observatorio de Heidelberg-Königstuhl, Alemania.
Está nombrado por la ciudad alemana de Jena.
Forma parte de la familia asteroidal de Temis.